# Aletris pauciflora
Aletris pauciflora är en enhjärtbladig växtart som först beskrevs av Johann Friedrich Klotzsch, och fick sitt nu gällande namn av Hand.-mazz. Aletris pauciflora ingår i släktet Aletris och familjen myrliljeväxter.

## Underarter
Arten delas in i följande underarter:
- A. p. khasiana
- A. p. pauciflora